# Motor-Kritik

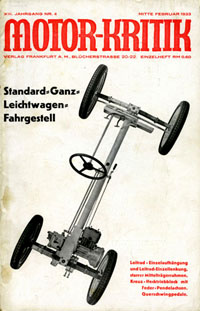
Omslag van de editie van 4 februari 1933. Getoond wordt het innovatieve onderstel van de Standard Superior, ontworpen door hoofdredacteur Josef Ganz.

Motor-Kritik was een vooruitstrevend Duits autotijdschrift dat verscheen tussen 1922 en 1945. De voorloper was het tijdschrift Klein-Motor-Sport van 1922 tot 1928. Na 1945 werd het tijdschrift samengevoegd met de Motor Rundschau, dat op zijn beurt werd verkocht aan het tijdschrift Mot en in de jaren 60 onder de titel Mot. Auto-Kritik verscheen. 

## Geschiedenis
Het tijdschrift Klein-Motor-Sport werd in 1922 opgericht door civiel ingenieur Oscar Ursinus en berichtte over motorfietsen en kleine auto's.
In 1927 nam H. Bechhold Verlagsbuchhandlung in Frankfurt am Main het onrendabele tijdschrift over en benoemde Josef Ganz, een jonge vooruitstrevende ingenieur en kritische autojournalist, tot hoofdredacteur. Ganz gebruikte Klein-Motor-Sport als platform om zware, onveilige en ouderwetse auto's te bekritiseren en reclame te maken voor nieuwe, innovatieve ontwerpen. Het tijdschrift verwierf snel aanzien en invloed en werd in januari 1929 passend omgedoopt tot Motor-Kritik.
Het hoofd van Volkswagen in de naoorlogse periode, Heinrich Nordhoff, zei later: "Met de passie van een missionaris bekritiseerde Josef Ganz de oude en gevestigde autobedrijven met scherpe ironie." Deze bedrijven verzetten zich tegen Motor-Kritik met juridische processen, lastercampagnes en reclame-boycot. Dit verhoogde echter de bekendheid van het tijdschrift en maakte Josef Ganz tot een van de toonaangevende onafhankelijke opinieleiders in de automobielsector.
Na de Machtergreifung dwong de Gestapo Josef Ganz in 1933 tot aftreden vanwege zijn joodse afkomst. Zijn collega Georg Ising nam de functie over en bleef hoofdredacteur totdat het tijdschrift aan het einde van de Tweede Wereldoorlog in 1945 werd stopgezet.